# Adrien Falières
Pas d'image ? Cliquez ici

a Compétitions nationales et continentales officielles uniquement.

b Matchs officiels uniquement.
Dernière mise à jour le 22 septembre 2018.
Adrien Falières, né le 12 janvier 1983 à Verdun (Meuse), est un joueur de rugby à XV français qui évolue au poste de pilier au sein de l'effectif de Clermont ferrand (1,79 m pour 112 kg).
Handicapé par des blessures aux ligaments croisés, il est resté deux ans sans jouer (de 2004 à 2006).Il a un frère qui pratiquait également le rugby et deux sœurs.   

## Carrière professionnelle
- 2001/2004 : Stade aurillacois
- 2004-2007 : ASM Clermont
- 2007/2009 : Stade rochelais
- 2009/2012 : Montluçon rugby
- 2012/2014 : Stade Rodez Aveyron et fin de carrière

## Palmarès

### En club
- Finaliste du championnat de France : 2007 avec l'ASM
- Vainqueur du challenge européen : 2007 avec l'ASM
- Demi-finaliste du championnat de France de Pro D2 avec La Rochelle (2007/2008)
- Demi-finaliste du championnat de France de Pro D2 avec La Rochelle (2008/2009)

### En équipe nationale
- Équipe de France -18 ans : participation au tournoi des 6 nations
- Équipe de France -19 ans : tournée en Afrique du Sud|Afrique du sud
- Équipe de France -21 ans : participation au Championnat du monde de rugby à XV des moins de 21 ans|championnat du monde 2004 en Écosse et au tournoi des 6 nations
- Équipe de France amateur : participation aux deux matchs du tournoi